# Dipaenae lateralis
Dipaenae lateralis är en fjärilsart som beskrevs av Walker 1856. Dipaenae lateralis ingår i släktet Dipaenae och familjen björnspinnare. Inga underarter finns listade i Catalogue of Life.